# لشکرکشی کیوشو
لشکرکشی کیوشو (به ژاپنی: 九州平定 きゅうしゅうへいてい) بخشی از لشکرکشی‌های تویوتومی هیده‌یوشی به هدف تسلط بر تمامی ژاپن بود. این لشکرکشی در پایان دوره سن‌گوکو رخ داد. پس از تسلط پیدا کردن بر بیشتر نواحی هونشو پس از حمله شیکوکو (۱۵۸۵) در سال در ۱۵۸۶ میلادی هیده‌یوشی توجه خود را مناطق جنوبی‌تر جزایر اصلی ژاپن، یعنی کیوشو معطوف کرد.

## نبرد
جنگ‌های بسیاری در طی چند سال جنگ داخلی بین دایمیوهای کیوشو درگرفته بود و تا سال ۱۵۸۷ خاندان شیمازو از ولایت ساتسوما قدرت اصلی جزیره بود. در سال ۱۵۸۶، این خاندان از برنامه‌های تویوتومی هیده‌یوشی برای حمله باخبر شدند، و دست از محاصره خود، در قلعه تاچیبانا برداشته و بخش عمده ای از نیروهای خود را به ولایت هیگو برگرداندند، در حالی که بقیه در ولایت بونگو اقامت داشتند. در آنجا، آنها قلعه فونای را از خاندان اوتومو تصرف کردند و آماده حمله هیده‌یوشی شدند.
خاندان اوتومو توسط ارتش‌های تحت فرماندهی سنگوکو هیده‌هیسا، چوسوکابه موتوچیکا و سوگو ماسایاسو، اربابان اصلی شیکوکو که سال قبل توسط هیده‌یوشی شکست خورده بودند و بنابراین به او پیوسته بودند، پشتیبانی می‌شد. اگرچه در نهایت ولایت بونگو به دست خاندان شیمازو افتاد. سنگوکو هیده‌هیسا و چوسوکابه موتوچیکا این رویداد را به تأخیر انداختند، و آنها را در آماده‌سازی برای ورود ارتش‌های هیده‌یوشی و خاندان موری، متحد دیگر هیده‌یوشی، تضعیف کردند.
تویوتومی هیده‌ناگا، برادر ناتنی هیده‌یوشی، در جنوب ولایت بونگو وارد شد و در سال ۱۵۸۷ به خاندان شیمازو در تاکاجو، در ساحل شرقی کیوشو حمله کرد. در همین حال، هیده‌یوشی نیروهای خود را به یک مسیر غربی تر برد و به قلعه گنجاکو حمله کرد. قلعه ای در ولایت چیکوزن، که توسط خاندان آکیزوکی رهبری می‌شد. در اواخر همان سال، دو برادر در استان زادگاه خاندان شیمازو، ولایت ساتسوما دیدار کردند تا به قلعه اصلی آنان در کاگوشیما حمله کنند. سرانجام، خود کاگوشیما مورد حمله قرار نگرفت؛ و خاندان شیمازو تسلیم شد، و هیده‌یوشی منطقه جنوب ژاپن را ترک کرد تا توجه خود را به خاندان هوجوی اخیر در منطقه کانتو، آخرین خاندان اصلی مخالف با خویش برگرداند.
هیده‌یوشی دهه ۱۵۹۰ در بسیاری از حملات خود به کره (کشور) از کیوشو استفاده کرد.

## نبردهای لشکرکشی کیوشو
۱۵۸۶
- محاصره توشیماتسو - خاندان شیمازو قلعه‌های توشیماتسو و قلعه فونای متعلق به خاندان اوتومو تصرف کرد. علیرغم تأخیر در تدابیر جنگی متحدان هیده‌یوشی، میورین (زن رزمنده، اونا-بوگیشا) از قلعه تسوروساکی دفاع کرد و جلوی پیشروی خاندان شیمازو را گرفت.
- نبرد هتسوگیگاوا - سنگوکو هیده‌هیسا، اوتومو سورین و چوسوکابه موتوچیکا به نبرد خود ادامه می‌دهند و پیشروی خاندان شیمازو را به تأخیر می‌اندازند، اما در نهایت عقب‌نشینی می‌کنند و ولایت بونگو را به شیمازو می‌سپارند.

۱۵۸۷
- نبرد تاکاجو (تاکاشیرو نیز نامیده می‌شود) - هاشیبا هیده‌ناگا به شیمازو در ولایت هیوگا حمله کرده و آنها را مجبور به عقب‌نشینی به ساتسوما می‌کند.
- محاصره گانجاکو - هیده‌یوشی به خاندان آکیزوکی در شمال کیوشو حمله می‌کند.
- محاصره آکیزوکی - هیده‌یوشی با محاصره قلعه اوگوما به حمله خود به خاندان آکیزوکیادامه می‌دهد؛ که منجر به تسلیم آکیزوکی می‌شود.
- نبرد سندایگاوا (چیدوریگاوا نیز نامیده می‌شود) - هیده‌یوشی و هیده‌ناگا با هم متحد شده و حمله خود را به ساتسوما آغاز می‌کنند.
- محاصره کاگوشیما - هیده‌یوشی و هیده‌ناگا محل اسکان خاندان شیمازو را محاصره می‌کنند و بدون محاصره قلعه تسلیم می‌شود.

## رزمندگان برجسته
- تویوتومی هیده‌یوشی
- تویوتومی هیده‌ناگا
- اوتومو سورین
- تاچیبانا مونه‌شیگه
- تاچیبانا گینچیو
- میورین
- سنگوکو هیده‌هیسا
- چوسوکابه موتوچیکا
- چوسوکابه نوبوچیکا
- سوگو ماسایاسو
- کاتو کیوماسا
- مائدا توشیناگا
- شیمازو یوشی‌هیسا
- شیمازو یوشی‌هیرو
- شیمازو توشی‌هیسا
- شیمازو ایه‌هیسا
- نیئرو تاداموتو
- یامادا آرینوبو
- اووای ساتوکانه